# Vorderkoflach
Vorderkoflach je naselje v Občini Reichenau v Okraju Trg na Koroškem v Avstriji.